# Wasserburg Stedebach
Die Wasserburg Stedebach ist eine abgegangene Wasserburg in Stedebach, einem Ortsteil der Gemeinde Weimar im Landkreis Marburg-Biedenkopf in Hessen.

## Geschichte
Die Anlage wurde vermutlich in der zweiten Hälfte des 15. Jahrhunderts von der Deutschordensballei Hessen bzw. der Landkommende Marburg des Deutschen Ordens errichtet, die spätestens seit 1263 erheblichen Grundbesitz in Stedebach hatte und ab 1476 alle Höfe, einschließlich des noch 1409 landgräflich genannten Hofs, im Ort besaß. In diesem Jahr, am 20. August 1476, befreiten Landgraf Heinrich III., der Regent von Oberhessen, und sein Sohn Ludwig (III.) die Burg (die in diesem Zusammenhang erstmals als Burg bezeichnet wird) und die Höfe des Ordens in Stedebach von allen Diensten, Abgaben und Heeresfolge und übertrugen dem Orden auch die Hohe und Niedere Gerichtsbarkeit.
Die neue Burg des Ordens ersetzte wohl eine wesentlich ältere kleine Burganlage am Ort und vermutlich auch an gleicher Stelle, die Burg Stedebach, bei der es sich wohl lediglich um eine Motte handelte und von der heute keinerlei Reste erhalten sind.

## Die Anlage
Die Anlage des Ordens, am Ostrand der kleinen Siedlung, hatte einen nahezu quadratischen Grundriss von 25 × 28 Metern und war auf allen vier Seiten von einem sehr breiten Wassergraben umgeben, sodass man auch von einem Burgteich sprach, inmitten dessen die Anlage stand. Die Burg selbst war zunächst eher ein Weiherhaus, das erst gegen Ende des 15. Jahrhunderts zu einer Dreiflügelanlage ausgebaut wurde. Von dieser führte ein hölzerner Steg mit Zugbrücke über den Burgteich und zu den außerhalb des Teichs befindlichen Wirtschafts- und Nebengebäuden.
Inwieweit Zeichnungen, die in der Weimarer „Heimatwelt“ in den Jahren 2008 bzw. 1983 und 1995 veröffentlicht wurden, das Aussehen des Festen Hauses bzw. der späteren Burg wiedergeben oder lediglich andeuten, wie diese ausgesehen haben mögen, ist ungewiss. Die Darstellung der Dreiflügelanlage basiert auf einem Modell, das wiederum nach älteren Zeichnungen angefertigt wurde und daher einige Glaubwürdigkeit hat. Beide Darstellungen zeigen einen zumindest auf der Außenseite massiven Unterbau, der ein Kellergeschoss und das Erdgeschoss enthält, und darüber ein bzw. teilweise zwei Fachwerkobergeschosse sowie ein Dachgeschoss unter einem schiefergedeckten Walmdach. Die Wände auf der Hofseite waren wohl aus verputztem Fachwerk mit Ziegelwerk in den Zwischenräumen.
Die Darstellung der späteren Burg ist mit den Grundrisszeichnungen der vier Stockwerke vereinbar, die in der ersten Hälfte des 18. Jahrhunderts angefertigt wurden. Diese verdeutlichen eine starke Ähnlichkeit mit der Burg Hessenstein bei Ederbringhausen im Landkreis Waldeck-Frankenberg. Demnach war die Burg dreiflügelig und U-förmig um einen etwa acht Meter breiten und 20 Meter langen Innenhof angelegt. Die vierte Seite war durch eine Mauer mit dem Hoftor abgeschlossen, auf der sich in voller Breite ein überdachter Wehrgang befand. Alle drei Flügel hatten Walmdächer; der Zwischenbau zwischen den beiden seitlich und parallel zueinander angeordneten und etwa 28 × 8 m großen Hauptflügeln hatte zur Hofseite ein bis zum Dachfirst reichendes Zwerchhaus. Die Burganlage diente Ordensbrüdern und Bediensteten des Ordens – wie dem vom Orden bestimmten Schultheißen und den zeitweise vor Ort tätigen Förstern, Jägern usw. – als Wohnung; auch enthielt sie ein Gefängnis. Der Hauptbau mit den Wohnräumen für Ordensmitglieder war links des Hofes; Bedienstete hatten ihre Unterkünfte im gegenüberliegenden Flügel. Ob und wie lange Ordensangehörige permanent in Stedebach residierten, ist ungewiss. Gewiss ist jedoch, dass spätestens im 16. Jahrhundert ein Schultheiß vom Orden bestallt und bezahlt wurde; er wohnte wahrscheinlich im Nebenflügel.
Bis 1561 wurde der von seiner Niederlassung in Stedebach verwaltete Grundbesitz des Ordens von Leibeigenen des Landgrafen bearbeitet. Im Jahre 1561 verlieh der Orden dieses Land dann erstmals an drei Hofleute auf neun Jahre. Ab 1577 war der Stedebacher Besitz des Ordens auf vier Höfe aufgeteilt, die dann ab 1617 zunächst nach Landsiedelrecht in praktisch ständige Pacht an vier sogenannte Hofbeständer verliehen wurden. Im 18. Jahrhundert wurden diese Pachten in Erbleihen umgewandelt und die Hofbauern wurden Erbbeständer. Der bezahlte Schultheiß wurde 1679 an eine andere Stelle versetzt, und seine Pflichten wurden nunmehr von einem der Hofleute ausgeübt, wobei das Amt jährlich unter den vieren rotierte.

## Abbruch
Die Burganlage befand sich bereits in der ersten Hälfte des 18. Jahrhunderts in rapidem Verfall. Das auf der östlichen Seite gelegene Wohngebäude wurde 1778 oder kurz davor wegen Baufälligkeit abgerissen. Das westliche war die Wohnung der Landkommende. Auf Bitten der Hofbeständer wurde es 1778 noch nicht abgerissen, sondern von diesen weitergenutzt. Der Burgteich des nunmehr als Freihof bezeichneten Anwesens wurde 1781 trockengelegt und dann von einem der vier Hofbeständer gepachtet und als Gemüsegarten genutzt.
Als der französische Kaiser Napoléon am 24. April 1809 den Deutschen Orden in den Rheinbundstaaten für aufgelöst erklärte, wurde der Ordensbesitz in Stedebach Eigentum des 1807 gebildeten Königreichs Westphalen, nach dessen Ende 1813 Staatsbesitz des restaurierten Kurfürstentums Hessen. Da das alte Burggebäude inzwischen keinerlei Nutzen mehr hatte und abbruchreif war, wurde es 1857 abgetragen.
Die vier Hofleute in Stedebach wurden 1878, nachdem sie die vereinbarten Ablösen nebst Zinsen in Raten abbezahlt hatten, freie Grundbesitzer.

## Heutiger Zustand
Heute sind nur Reste der äußeren Futtermauer des Burgteichs geblieben. Das Gelände wird landwirtschaftlich genutzt.